# Бургаз (деревня)
Бурга́з (бур. бургааһан — «кустарник, мелкий березник») — деревня в Иркутском районе Иркутской области России. Входит в Ревякинское муниципальное образование.

## География
Находится в 7 км к юго-востоку от центра сельского поселения, деревни Ревякина, и 55 км к северо-востоку от Иркутска.

## Население
| 2002 | 2010 | 2011 | 2012 |
| ---- | ---- | ---- | ---- |
| 259  | ↗263 | ↗265 | ↗282 |

По данным Всероссийской переписи, в 2010 году в деревне проживали 263 человека (123 мужчины и 140 женщин).